# 411vm 14
411vm 14 je štirinajsta številka 411 video revije in je izšla septembra 1995.

## Vsebina številke in glasbena podlaga
Glasbena podlaga je navedena v oklepajih.
- Profiles Dave Duren (Hum - The pod)
- Wheels of fortune Rodney Torres, Travis Colt, Ryan Bartsma (Mobb deep - Give up the goods (just step), 88 fingers Louie - Pent up, Minor threat - Stumped)
- Contests Battle of the bay, PSL, Hard rock cafe vert (Guru - Revelation, DJ Krush - The nightmare of ungah, Schleprock - Sorry)
- Road trip Planet earth / Rhythm, Invisible, Girl / Chocolate, Tum yeto (Brooklyn funk essentials - Blow your brains out, Norman Greenbaum - Spirit in the sky)
- Industry Evol
- Skate camp Visalia